# Jean-François de La Pérouse
Jean-François de Galaup, La Pérouse grófja (Albi, 1741. augusztus 23. – Vanikoro, 1788) francia tengerésztiszt és felfedező. Világ körüli útján a Csendes-óceánon tűnt el.

## Ifjúsága

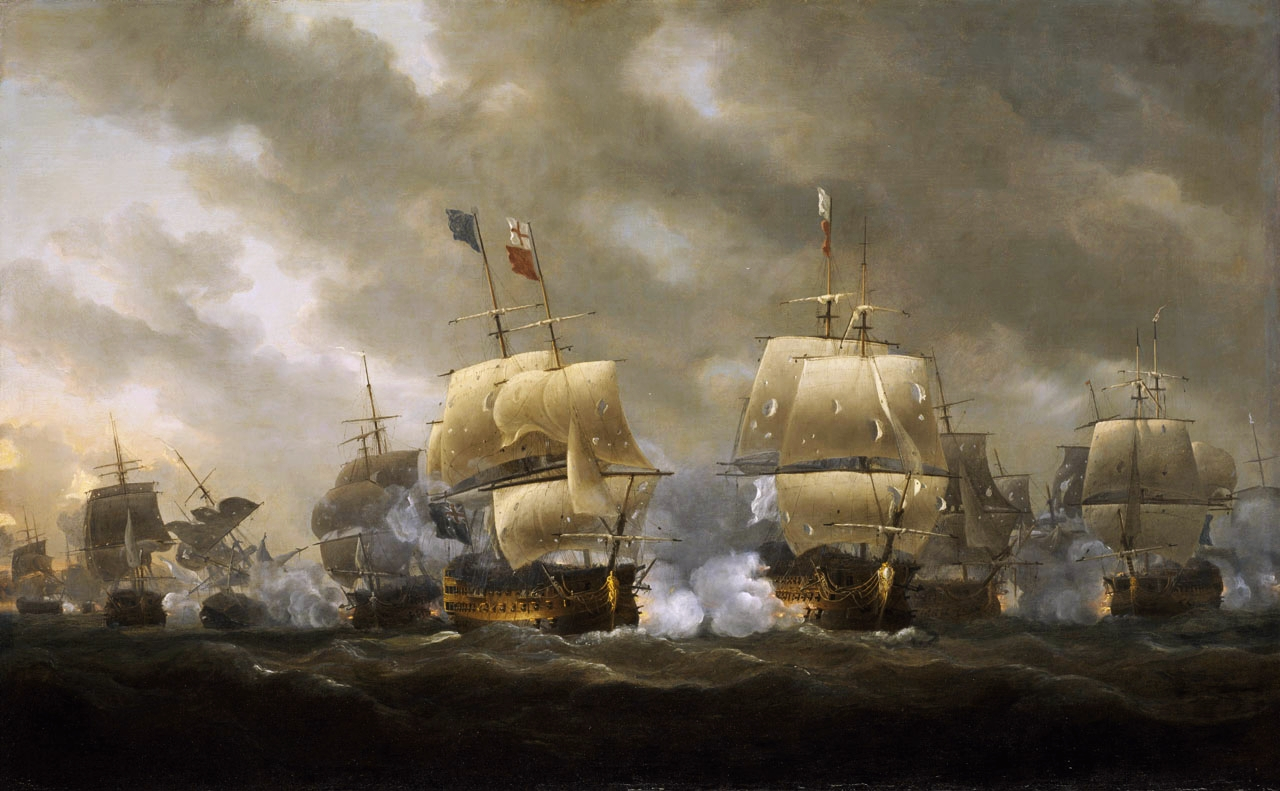
A Quiberon Bay-i csata (Nicholas Pocock, 1812)

Jean-François de Galaup a franciaországi Albi melletti Gô udvarházban született 1741-ben. La Pérouse a családi birtokának neve volt. A jezsuitáknál tanult, majd tizenöt éves korában jelentkezett a bresti tengerészeti iskolába. 1757-ben a Célèbre-re osztották be, amely a hétéves háború idején az új-franciaországi Louisbourg erődjének utánpótlásáról gondoskodott. A következő évi szállítmánykor az erőd már ostrom alatt állt, a franciák kénytelenek voltak megkerülni Új-Fundlandot, hogy elkerüljék a brit őrjáratokat.

## A hétéves háborúban
1759-ben La Pérouse a Quiberon Bay-i tengeri csatában megsebesült és fogságba esett. A britek rövid ideig börtönben tartották, majd becsületszavát véve visszaengedték Franciaországba; a formális fogolycserére csak 1760 decemberében került sor. 1762-ben részt vett a francia expedícióban amely megkísérelte elfoglalni Új-Fundlandot, de a túlerőben levő angol flotta megjelenésekor visszavonultak.

## Az amerikai függetlenségi háborúban
Az amerikai függetlenségi háborúban több győzelmet is aratott a britek ellen. 1781. július 21-én Louisbourgnál hajója, az Astrée és egy másik fregatt sikerrel szállt szembe 6 brit hadihajóval és 13 szállító vitorlással. A Nyugat-Indiákon elfogta az angolok Ariel nevű fregattját. 1782 augusztusában a Hudson-öböl mentén elfoglalt két brit erődöt, de a foglyul ejtett katonáknak megengedte, hogy visszahajózzanak Angliába, cserébe meg kellett ígérniük, hogy közbenjárnak az ott fogságban tartott franciák szabadon engedéséért. 1783-ban a családja végre engedélyt adott, hogy feleségül vegye a szerény családi hátterű kreol Louise-Eléonore Broudout akivel még nyolc évvel korábban találkozott Mauritius szigetén.

## Felfedezőútja a Csendes-óceánon

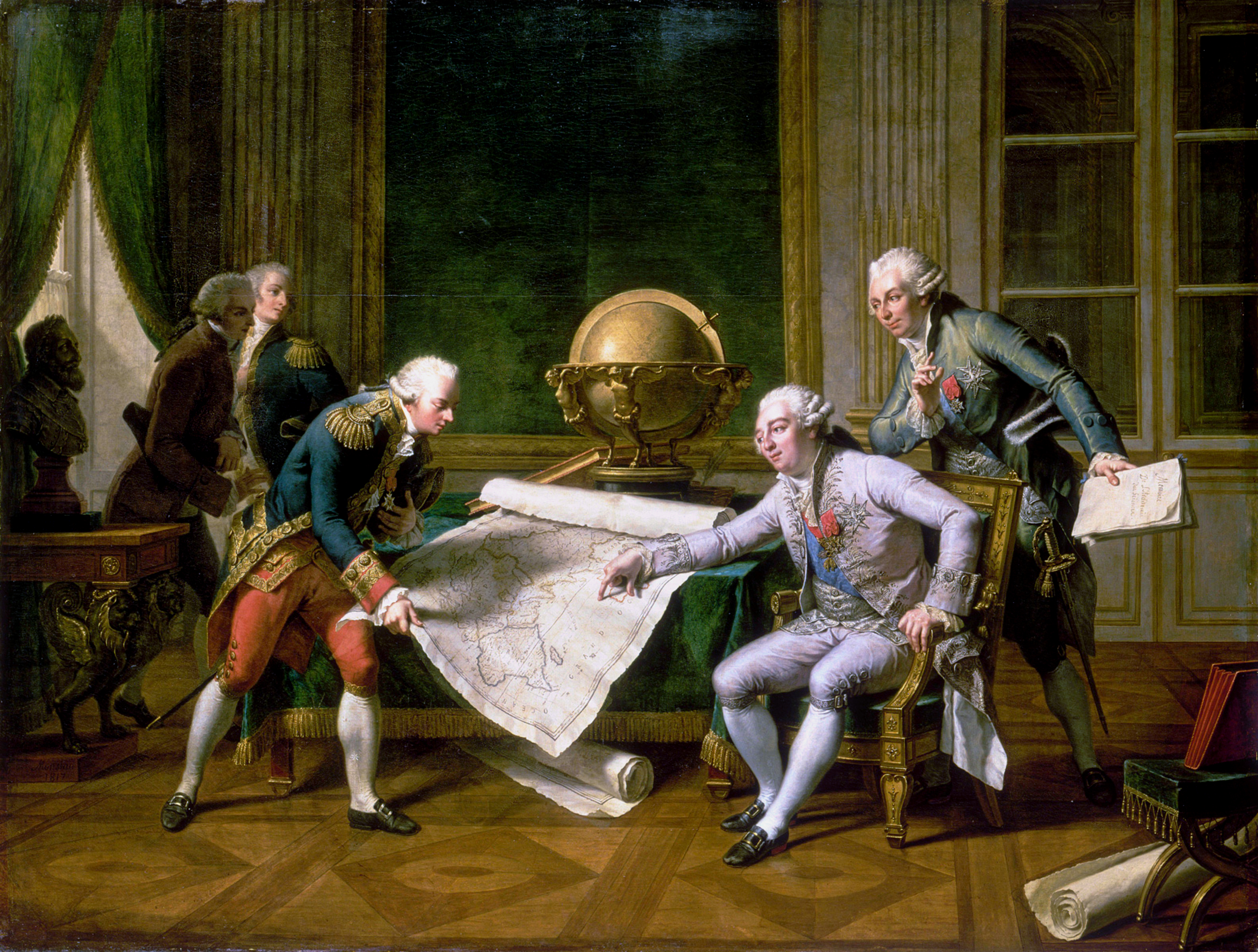
XVI. Lajos megbízza La Pérouse-t (Nicolas-André Monsiau, 1817)

1785-ben XVI. Lajos kinevezte egy világ körüli felderítő expedíció parancsnokának. A király érdeklődését felkeltette William Bolts angol kereskedő és kalandor ajánlata egy hasonló utazásról, de szívesebben látott vezetőként egy megbízható franciát. Két 500 tonnás hajót kapott, a l'Astrolabe (Fleuriot de Langle parancsnoksága alatt) és Boussole fregattokat. Az expedíció fő kutatási területe a Csendes-óceán volt, ellenőrizendő és kiegészítendő James Cook korábbi felfedezéseit, felderíteni a Távol-Kelet és Ausztrália partjait és az európai hatalmak jelenlétét a térségben. Ezenfelül új hajózási útvonalakat kellett feltárnia, kereskedelmi kapcsolatokat keresnie és természettudományos gyűjtést végeznie.
La Pérouse már 1785 márciusában Londonba küldte az expedíció főmérnökét, Paul Monneront, hogy tudja meg milyen skorbut elleni módszereket javasolt Cook, milyen árucikkeket cserélt a bennszülöttekkel, és hogy angol gyártmányú műszereket vásároljon. Cook útitársa, a természettudós Joseph Banks maga vetette latba befolyását a Royal Societynél, hogy bocsássák a franciák rendelkezésére Cook mágneses eltérést kompenzáló iránytűit. Monneron az előírt műszereken felül két új típusú szextánst is vásárolt.
Hajójának 114 fős legénységéhez tíz tudós tartozott, volt közöttük csillagász, geológus, fizikus, botanikus; valamint három illusztrátor. Még a hajók lelkészei is kaptak tudományos képzést. Az expedícióba jelentkezett egy 16 éves korzikai tüzér alhadnagy is, Napoléon Bonaparte, aki ekkor még nem döntötte el, hogy a hadseregben vagy a hadiflottánál kezdi meg karrierjét. Bár az előzetesen kiválogatottak csapatába bekerült, végül mégsem vitték magukkal.

### Alaszka és Kalifornia

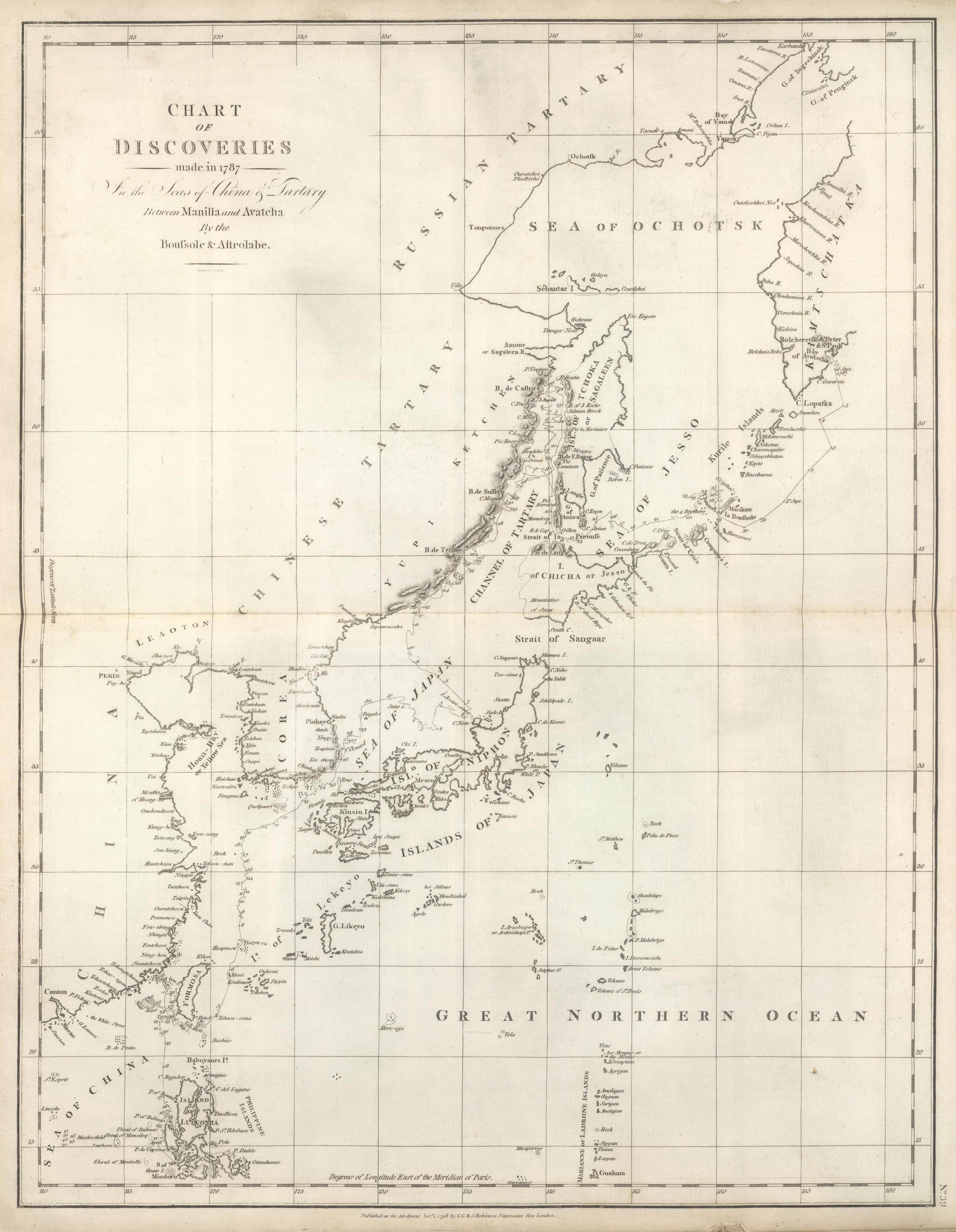
La Pérouse felfedezései a Távol-Keleten

La Pérouse és 220 társa 1785. augusztus 1-jén hagyta el Brestet, megkerülték a Horn-fokot, Chilében látogatást tettek a spanyol kormányzónál. 1786. április 9-én érkeztek meg a Húsvét-szigetre. Ezután Hawaii (akkor Sandwich-szigetek) felé tartottak és La Pérouse volt az első európai aki Maui szigetére lépett. Tovább hajózva északra 1786 júniusára egészen Alaszkáig jutott, ahol a Mount Saint Elias közelében kötött ki és felderítette a környékét. Július 13-án a mai Lituya-öbölnél három csónakot és 21 embert veszített az erős áramlatok következtében. Innen dél felé tartva derítette fel az amerikai partvonalat és augusztus végére elérte az akkor spanyol gyarmat Kaliforniát. Itt szeptember 7-én állítólag megfigyelte a Shasta-hegy egyetlen dokumentált kitörését. Egy időre megállt San Franciscóban és feltérképezte az öblöt. Szeptember 14-én érkezett a Monterey-öbölbe, ahol szárazföldi útjai alapján leírta az indiánok pueblóit, a ranchokat és a katolikus missziókat. La Pérouse volt az első nem spanyol európai aki Francis Drake 1579-es útja óta meglátogatta Kaliforniát.

### Szahalin-sziget és Kamcsatka
A franciák ezután 100 nap alatt átszelték a Csendes-óceánt és végül kikötöttek Macaón. La Pérouse itt eladta az Alaszkában gyűjtött prémeket és a hasznon megosztozott legénységével. 1797. április 9-én érkezett a spanyol gyarmat Fülöp-szigetekhez, majd Manilából északkelet, Kína és Korea felé hajózott. Azonosította Csedzsu szigetét, amelyre előtte csak egyszer, 1635-ben tették a lábukat európaiak (akik holland hajótöröttek voltak). Észak felé haladva kikötött Koreában, majd Szahalin (akkor Oku-Yeso) szigetén. Az ainu szigetlakók lerajzolták neki másik nagy szigetük, Hokkaido térképét. La Pérouse megpróbált átvitorlázni a Szahalin és a kontinens közötti szűk Tatár-szoroson, de vissza kellett fordulnia és délről kerülte meg a szigetet, ahol a Szahalin és Hokkaido közötti szoros ma az ő nevét viseli.
Tovább tartva északi irányba, 1787. szeptember 7-én elérte a kamcsatkai Petropavlovszkot. Itt feltöltötte készleteit és addig elkészített naplóit és térképeit rábízta egyik tolmácsára, Barthélemy de Lessepsre, aki a szárazföldön, Szibérián és Oroszországon keresztül vitte el azokat Párizsba. Útja egy évig tartott.

### Ausztrália
Maga La Pérouse ezúttal délnek indult, hogy felderítse Ausztrália partjait. 1787. december 6-án kötött ki Szamoán (akkor Navigátor-szigetek), ahol a helybeliek megtámadták és húsz embere megsebesült, tizenkettő pedig meghalt, köztük a l'Astrolabe kapitánya.
Az expedíció innen Ausztrália felé indult, 1788. január 24-én érkeztek meg Botany Bay-hez, ahol az angol kormányzó, Arthur Phillip éppen átköltöztette a kolóniát Sydney Cove-ba, a mai Sydney helyére. A viharos szél miatt két napig sem a britek nem tudták elhagyni az öblöt, sem a franciák behajózni. Az angolok udvariasan fogadták La Pérouse-t és ellátták őket készletekkel. A franciák cserébe segítettek megépíteni egy obszervatóriumot, katolikus miséket tartottak, ők létesítették az első kerteket és elvégezték a környék geológiai felmérését. Itt temették el a l'Astrolabe lelkészét is. La Pérouse egy angol hajóval visszaküldte Európába naplóit, leveleit és térképei egy részét.

## La Pérouse eltűnése és a kutatások

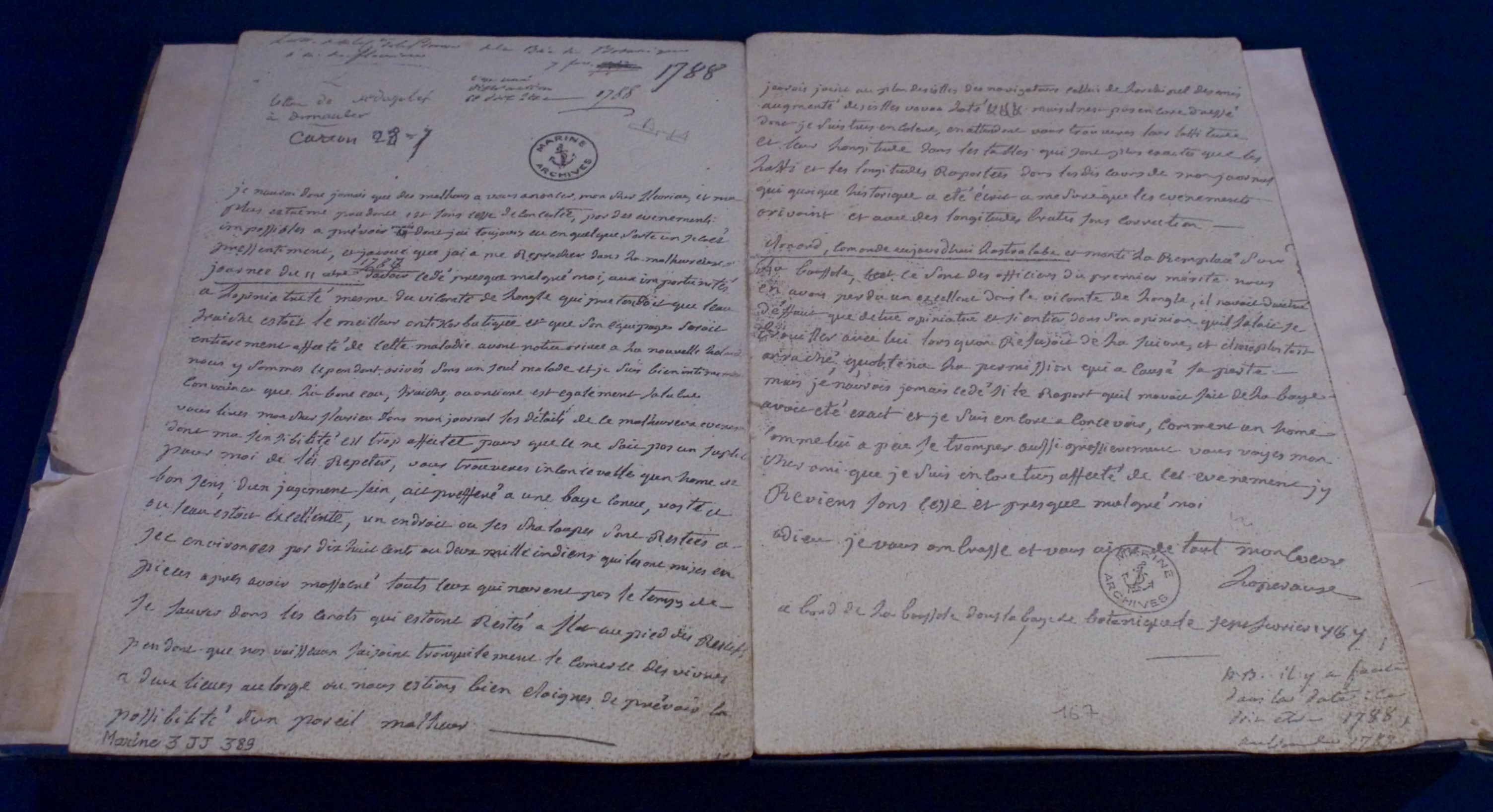
La Pérouse utolsó levele, amit a brit HMS Alexanderrel küldött haza Ausztráliából

Március 10-én La Pérouse két hajója újra kifutotta tengerre, hogy feltérképezze Új-Kaledóniát, a Salamon-szigeteket és Ausztrália déli és nyugati partjait és ezután nyomtalanul eltűnt.
1791. szeptember 25-én Bruni d'Entrecasteaux ellentengernagy két hajóval elindult Brestből, hogy felkutassa La Pérouse elveszett expedícióját. A feltételezett útvonalat követve végigkutatta az Ausztráliától északnyugatra eső szigeteket és a Santa Cruz-szigetcsoporthoz tartozó Vanikorónál füstjeleket vélt felfedezni, de a szigetet körülvevő korallzátony miatt képtelen volt kikötni. D'Entrecasteaux röviddel később skorbutban meghalt, az expedíció új vezetője pedig inkább a hollandoknak adta át a hajókat, mint hogy az időközben győztes forradalmi kormány használhassa azokat.
1826-ban az ír Peter Dillon vásárolt néhány európai kardot a Santa Cruz-i bennszülöttektől. Kérdezősködésére elárulták, hogy Vanikoróról származnak, ahol évekkel korábban két nagy hajó esett szét. Dillon megvizsgálta Vanikoro atollját, ahol a szirtek között ágyúgolyókat és horgonyokat talált, amiket visszaszállított Európába. De Lesseps, aki korábban Szibérián át vitte haza La Pérouse iratait és aki egyedül volt ekkor is életben az expedíció résztvevői közül, felismerte a tárgyakat mint a l'Astrolabe kellékeit.
1964-ben a helyszínen találtak egy hajóroncsot, amelyet 2005-ben a Boussole-al azonosítottak és 2008-ban egy francia kutatócsoport 2 évig dolgozott a helyszínen, hogy minél jobban felderíthessék a tragédia részleteit.
A helybeliek elbeszélése és a helyszíni bizonyítékok alapján La Pérouse mindkét hajója zátonyra futott Vanikoro korallszirtjein. A hajótöröttek, akiknek egy része a helyi bennszülöttekkel vívott csatában elesett, a l'Astrolabe maradványaiból egy kétárbócos bárkát építettek és kilenc hónappal később nyugat felé elhagyták a szigetet; további sorsuk ismeretlen. Ketten, egy "főnök" és a szolgája hátramaradtak, de évekkel Dillon érkezése előtt távoztak Vanikoróról, de egy helyi asszony szerint a szigeten haltak meg. A mai napig sem lehet tudni, hogy vajon de La Pérouse a hajószerencsétlenséget túlélte, s ha igen ő is tovább indult azokkal, akik bárkát ácsoltak maguknak, vagy pedig ő volt az, aki a szigeten maradt.
Egy újabb, friss kutatás szerint, amit Garrick Hitchcock ausztrál antropológus végzett a zátonyra futott hajó legénysége, amely a bárkát ácsolta magának talán Ausztrália északi feléig juthatott el, ahol vélhetően elsüllyedt és utasai mind meghaltak. Hitchcock szerint a Nagy korall-zátonynál talán sikerül olyan nyomokat találnia, amely ezt a feltételezést igazolhatja. Mindenesetre az még továbbra sem világos, hogy La Pérouse is életben volt-e még akkor.

## Emlékezete
Jean-François de La Pérouse után számos földrajzi helyet, hajókat, iskolákat neveztek el. Nevét viseli a Szahalin és Hokkaido közötti tengerszoros, hegycsúcsok, tengeröblök és gleccserek Kanadában, Új-Zélandon és Ausztráliában, valamint egy kráter a Holdon. Róla kapta latin nevét a Megapodius laperouse (Mariana-szigeteki ásótyúk).
Jules Verne Nemo kapitány regényében részletesen ír, vélhetően korának információi alapján, a kapitány utolsó útjáról, a Jules Dumont d’Urville folytatta keresésről. Az író megoldást is kínál az eltűnés rejtélyére, ez természetesen kitaláció, nem bizonyított tény.

## Magyarul
- La Pérouse 1785, 1786, 1787 és 1788-ik esztendőben tett utazásának veleje; ford. Halasy Mihály; kiad. Kis János; Trattner Ny., Pest, 1817 (Nevezetes utazások tárháza)

## Fordítás
- Ez a szócikk részben vagy egészben  a   Jean-François de Galaup, comte de Lapérouse című angol Wikipédia-szócikk ezen változatának fordításán alapul.  Az eredeti cikk szerkesztőit annak laptörténete sorolja fel. Ez a jelzés csupán a megfogalmazás eredetét és a szerzői jogokat jelzi, nem szolgál a cikkben szereplő információk forrásmegjelöléseként.